# Paolo Moffa
Paolo Moffa (Roma, 16 dicembre 1915 – Nizza, 26 febbraio 2005) è stato un regista, sceneggiatore e produttore cinematografico italiano.

## Biografia
Attivo nel cinema a partire dal 1934 come segretario di edizione (Amore, Amo te sola, Come le foglie, La gondola delle chimere), si dedica in seguito al montaggio, ma soprattutto al “mestiere” di aiuto regista, che lo impegna fino al 1958. Contemporaneamente lavora come direttore di produzione, seguendo la produzione di film importanti (da Il testimone di Pietro Germi a Il sole negli occhi di Antonio Pietrangeli), e documentarista (fra i suoi lavori Viaggio sentimentale a Roma, 1951). Regista dal 1943, firma alcuni film, realizzati con buon senso dello spettacolo. Il suo lavoro più conosciuto resta Allegro squadrone, con Alberto Sordi. Cineasta vulcanico, si è dedicato anche alla produzione, dopo aver fondato la Società Ambrosiana Cinematografica.

## Filmografia

### Regista
- Il viaggio del signor Perrichon (1943)
- Gli ultimi giorni di Pompei (co-regia con Marcel L'Herbier) (1950)
- La principessa delle Canarie (1954)
- Allegro squadrone (1954)
- All'ultimo sangue (1968)
- Lulù la sposa erotica (Lola 77) (1977)
- Vierge... façon de parler (1982)

### Produttore
- La rivolta degli schiavi, regia di Nunzio Malasomma (1960)
- Maciste contro il vampiro, regia di Giacomo Gentilomo (1961)
- Ursus il terrore dei Kirghisi, regia di Ruggero Deodato (1964)
- 4 dollari di vendetta, regia di Alfonso Balcázar (1965)
- Starblack, regia di Giovanni Grimaldi (1966)
- Colpo di sole, regia di Mino Guerrini (1968)
- 5 per l'inferno, regia di Gianfranco Parolini (1968)
- Dio perdoni la mia pistola, regia di Leopoldo Savona (1969)
- I pirati dell'isola verde, regia di Ferdinando Baldi (1969)
- Sono Sartana, il vostro becchino, regia di Giuliano Carnimeo (1969)